# Именованная профессура

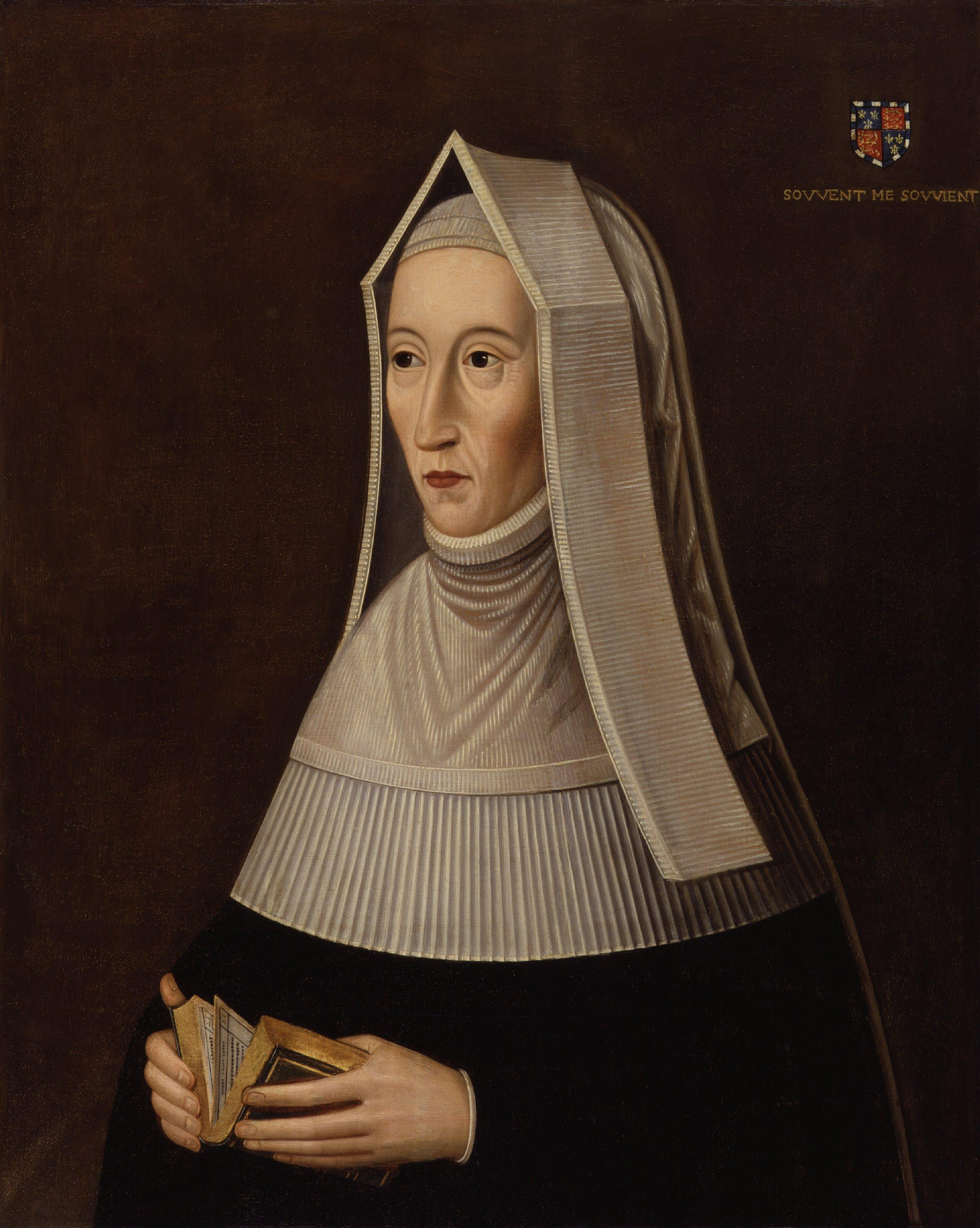
Леди Маргарет Бофорт

Имено́ванная профессу́ра (англ. named professorship или endowed chair) — система номенклатурных почётных наименований или именных должностей, традиционно существующая в некоторых университетах, при которой место профессора по определённой специальности и/или его кафедра носят имя мецената и благотворителя — некогда предоставившего финансовую поддержку для этой должности: ассигновавшего дополнительные средства на оплату труда учёного и его исследований, либо обеспечившего учебному заведению возможность расширения штата.

## Историческая справка
Утверждается, что первая именная кафедра была основана в 1502 году, когда леди Маргарита Бофорт, мать короля Генриха VII, учредила кафедру Профессора богословия леди Маргарет в Кембриджском университете. В 1540 году в Оксфордском университете появилась кафедра Профессора богословия леди Маргарет. Обе старейшие кафедры существуют до сих пор.
Старейшая именная кафедра на земле будущих Соединённых Штатов Америки — Холлисовская профессура по богословию в Гарвардском университете — была основана в 1721 году (по другим сведениям — в 1726-м) меценатом Томасом Холлисом.

## Известные учреждения
Среди наиболее известных именных профессур — система королевских профессоров в университетах Великобритании, место Лукасовского профессора математики в Кембриджском университете (его занимали, в частности, Исаак Ньютон, Поль Дирак и Стивен Хокинг), многочисленная Стерлингская профессура в Йельском университете (США).

## Нюансы и особенности
Именная профессура может быть названа в память не самого благотворителя, а другого человека по желанию благотворителя: так, в Принстонском университете имеются должности Эйнштейновского профессора [естественных] наук и Фон-Неймановского профессора прикладной и вычислительной математики, оплачиваемые компанией IBM. В современной российской традиции подобное известно с применением дополнительной приставки к наименованиям учреждений в виде почётного имени.